# Донато
Донато (итал. Donato) је насеље у Италији у округу Бијела, региону Пијемонт.
Према процени из 2011. у насељу је живело 387 становника. Насеље се налази на надморској висини од 690 м.

## Становништво
| 1936. | 1951. | 1961. | 1971. | 1981. | 1991. | 2001. | 2011. |
| ----- | ----- | ----- | ----- | ----- | ----- | ----- | ----- |
| 1.165 | 1.035 | 812   | 774   | 753   | 731   | 725   | 719   |